# Municipio de Parks (Arkansas)
El municipio de Parks (en inglés: Parks Township) es un municipio ubicado en el condado de Scott en el estado estadounidense de Arkansas. En el año 2010 tenía una población de 184 habitantes y una densidad poblacional de 1,13 personas por km².

## Geografía
El municipio de Parks se encuentra ubicado en las coordenadas 34°48′36″N 93°55′28″O / 34.81000, -93.92444. Según la Oficina del Censo de los Estados Unidos, el municipio tiene una superficie total de 162.32 km², de la cual 161,57 km² corresponden a tierra firme y (0,47 %) 0,76 km² es agua.

## Demografía
Según el censo de 2010, había 184 personas residiendo en el municipio de Parks. La densidad de población era de 1,13 hab./km². De los 184 habitantes, el municipio de Parks estaba compuesto por el 92,93 % blancos, el 3,26 % eran amerindios y el 3,8 % eran de una mezcla de razas. Del total de la población el 0,54 % eran hispanos o latinos de cualquier raza.